# Cofalmo
Cofalmo es una localidad ubicada en la ribera sur del Río Bueno, en la comuna de San Pablo.
En el año 2015 se inició un programa del Ministerio de Obras Públicas para poner en valor la navegabilidad del Río Bueno permitiendo la instalación de un embarcadero en esta localidad ribereña .
En Cofalmo se encuentra la escuela particular Santa Rosa de Cofalmo.	

## Accesibilidad y transporte
Se accede a ella por vía navegable en el Río Bueno y además por la Ruta U-22 que bordea la ribera oeste del río Rahue. Colfalmo se encuentra a 42,7 km hasta San Pablo.